# Arachis repens
Arachis repens Handro. Nomes populares: grama-amendoim. Descrito pelo botânico Oswaldo Handro. É uma espécie da família Fabaceae, nativa do Brasil. Esta planta é freqüentemente usada como forragem e ornamental.Tem notável efeito decorativo pela cor verde-escura e formato das folhas. No verão apresenta numerosas flores amarelas e pequenas. Pode ser usada para revestir taludes íngremes. Não resiste ao pisoteio mas dispensa podas. Não tolera geadas.